# Ben & Jerry's
Ben & Jerry's er et amerikansk ismærke, der produceres af firmaet Ben & Jerry's Homemade Holdings, Inc. der igen er ejet af Unilever. Firmaets hovedkvarter er beliggeende i South Burlington, Vermont.
Firmanavnet stammer fra firmaets to stiftere: de to barndomsvenner Ben Cohen og Jerry Greenfield. I 1978 tog de begge et kursus til en pris på 5 US-$ i isfremstilling og besluttede sig for at åbne deres egen isbar på en nedlagt benzintank i byen Burlington.
Ben & Jerry's danske slogan er " Kærlighed i en enkelt skefuld".[kilde mangler]
Kun et lille udvalg af de mange varianter markedsføres i Danmark, dette i såkaldte halvliters"bøtter".
Ben & Jerry's har også isbarer i Danmark, der ligger bl.a. en i Frederiksberg Centret, i WAVES (Hundige StorCenter), på Store Torv i Aarhus, på strøget ved Kongens Nytorv, i Legoland, Billund, i Tivoli Friheden og i Djurs Sommerland.[kilde mangler]

## Smagsvarianter
Baked Alaska (vanilleis med skumfiduser og stykker af hvid chokolade)
Bohemian Raspberry (vanilleis med brownies-stykker og hindbærsauce) - Opkaldt efter Queens sang, Bohemian Rhapsody
Caramel Chew Chew (karamelis med karamelsauce og choko-karamelstykker)
Cherry Garcia (vanillie- og kirsebæris med chokoladestykker) - Dette er desuden den bedst sælgende variant i USA, og opkaldt efter Grateful Dead guitaristen Jerry Garcia.
Chocolate Fudge Brownie (chokoladeflødeis med brownies-stykker)
Chunky Monkey (bananis med chokolade- og valnøddestykker)
Cookie Dough (vanilleis med dej-stykker af amerikanske cookies)
Fossil Fuel (vanilleis med karamelsauce samt chokolade- og chokoladekage-stykker)
Half Baked (Chokolade- og vanillieis med stykker af brownies og dej-stykker af amerikanske cookies)
New York Super Fudge Chunk (chokoladeis med valnødder, mandler, pekannødder samt mørke og hvide chokoladestykker)
ONE Cheesecake Brownie (cheesecake-is med cheesecake-brownies-stykker)
Phish Food (chokoladeis med marshmallows, karamelsauce og chokoladestykker)
Strawberry Cheesecake (jordbær/cheesecake-is med jordbær- og kagestykker)
Vanilla (vanilleis med økologisk fløde)
Vanilla Toffee Crunch (vanilleis med chokokaramel-stykker)
Greek Style (Frosen yogurt jordbær vanille is med shortbread kage stykker og jordbær stykker)
Og desuden: Wich, en dobbelt-cookie med is imellem.

## Politisk engagement og tvister
Tekst mangler, hjælp os med at skrive teksten

## Ekstern omtale
- BT 12. aug. 2023: 'Hold jer væk': Populær is i skudlinjen

## Ekstern kilde/henvisning
1. ↑  "Ben & Jerry's new CEO". Ben & Jerry's Press Release. Arkiveret fra originalen 4. juni 2007. Hentet 23. april 2007.

- Wikimedia Commons har flere filer relateret til Ben & Jerry's
- Ben & Jerry's danske hjemmeside
- Officiel hjemmeside

| Firma | Spire Denne artikel om et firma eller en virksomhed i USA er en spire som bør udbygges. Du er velkommen til at hjælpe Wikipedia ved at udvide den. |